# Procambridgea grayi
Procambridgea grayi är en spindelart som beskrevs av Davies 200. Procambridgea grayi ingår i släktet Procambridgea och familjen Stiphidiidae. Inga underarter finns listade i Catalogue of Life.